# Dyblin
Dyblin – wieś w Polsce położona w województwie kujawsko-pomorskim, w powiecie lipnowskim, w gminie Dobrzyń nad Wisłą.

## Podział administracyjny
W latach 1954–1959 wieś należała i była siedzibą władz gromady Dyblin, po jej zniesieniu w gromadzie Grochowalsk. W latach 1975–1998 miejscowość administracyjnie należała do województwa włocławskiego.

## Demografia
Według Narodowego Spisu Powszechnego (III 2011 r.) wieś liczyła 312 mieszkańców. Jest siódmą co do wielkości miejscowością gminy Dobrzyń nad Wisłą.

## Zabytki
Według rejestru zabytków NID na listę zabytków wpisany jest zespół dworski z 1. połowy XIX w., nr rej.: 227/A z 11.05.1987
- dwór, lata: 1825, 1967
- park, 1 połowa XIX w.
- odrestaurowany[5] spichlerz, początek XIX w.

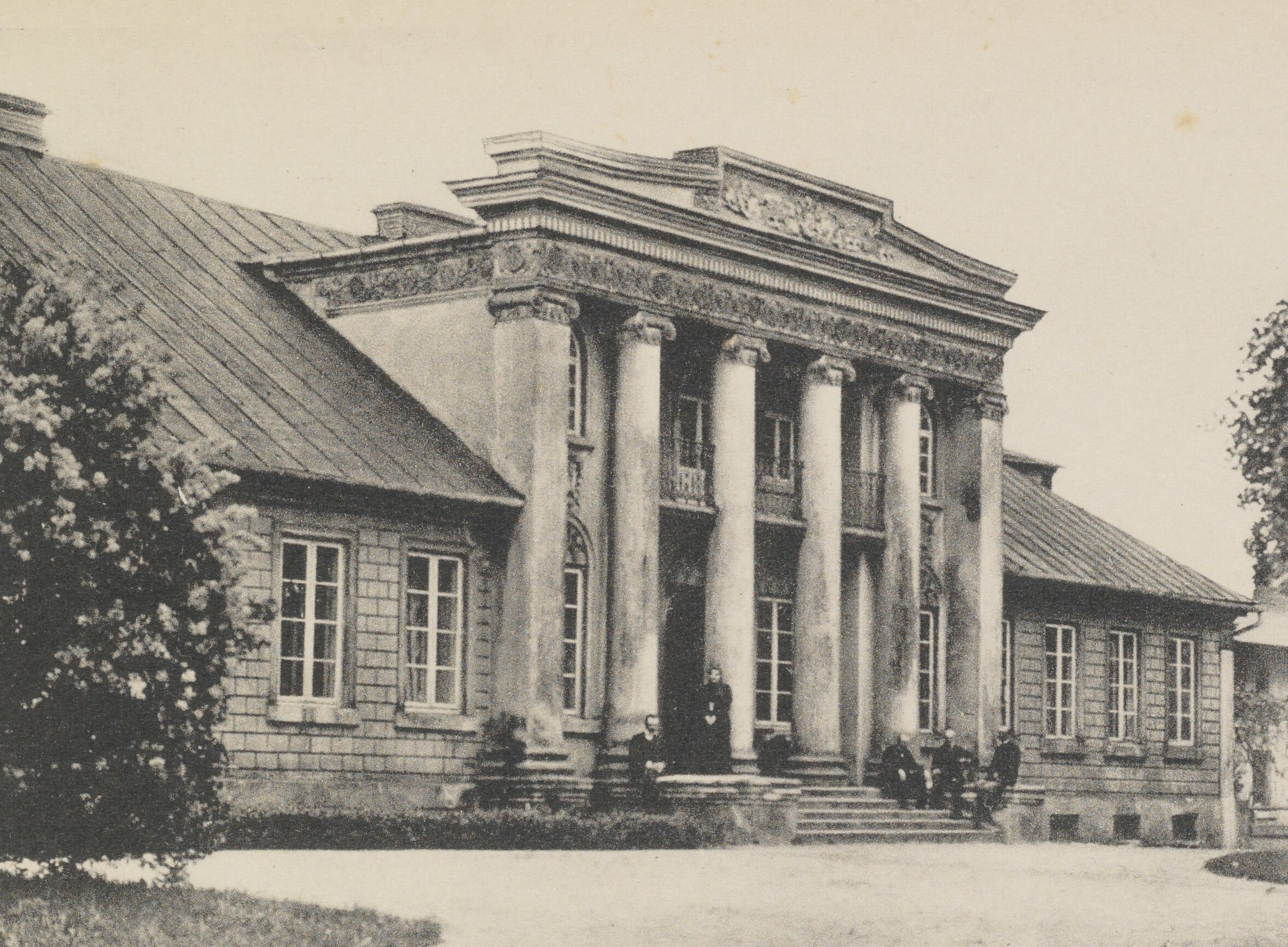
Widok dworu przed 1908